# Homosexualität in Australien

Geografische Lage von Australien

Homosexualität ist in Australien gesellschaftlich weitgehend akzeptiert. Homosexuelle Handlungen unter Männern und Frauen stehen nicht unter Strafe.
Durch den bundesweit geltenden Human Rights (Sexual Conduct) Act 1994 – Section 4 wurden homosexuelle Handlungen auch in Tasmanien legalisiert, dem einzigen Bundesstaat, der gleichgeschlechtlichen Verkehr bis dato noch nicht entkriminalisiert hatte.

## Entkriminalisierung
Die aus der Zeit der britischen Regentschaft stammende Strafbarkeit (männlicher) homosexueller Handlungen wurden in den Bundesstaaten – zunächst mit unterschiedlichem Schutzalter – in den folgenden Jahren entkriminalisiert:
- South Australia: 1972,
- Australian Capital Territory: 1976,
- Victoria: 1981,
- Northern Territory: 1984
- New South Wales: 1984,
- Western Australia: 1990,
- Queensland: 1990
- Tasmanien: 1997 (Die Strafbarkeit wurde in Tasmanien erst aufgehoben, nachdem die Bundesgesetzgebung mit dem „Human Rights (Sexual Conduct) Act 1994 - Section 4“ festgelegt hat, dass einvernehmlicher Verkehr zwischen Erwachsenen über 18 Jahre im privaten Raum nicht kriminalisiert werden darf.[1])

## Schutzalter
Das Schutzalter ist in Australien je nach Bundesstaat unterschiedlich angesetzt und variiert zwischen 16 und 21 Jahren. 1997 veranlassten die Regierung Australiens und der UN-Menschenrechtsausschuss eine Angleichung des Schutzalters bei homosexuellen Handlungen an das bei heterosexuellen.

## Antidiskriminierungsgesetze
Antidiskriminierungsgesetze für Lesben und Schwule existieren in den Bundesstaaten New South Wales, Queensland, South Australia, Tasmanien und Victoria.

## Gleichgeschlechtliche Ehe

### Geschichte der staatlichen Anerkennung gleichgeschlechtlicher Paare in Australien
Eingetragene Partnerschaften wurden in einigen australischen Bundesstaaten und Territorien, beispielsweise in den Bundesstaaten Tasmanien, South Australia oder im Australian Capital Territory anfangs erlaubt.
Nach Ankündigung durch den sozialdemokratischen Politiker Steve Bracks hatte der Bundesstaat Victoria die Einführung von eingetragenen Partnerschaften im Dezember 2008 umgesetzt. Seit Juli 2010 wurden eingetragene Partnerschaften im australischen Bundesstaat New South Wales erlaubt. Anfang Dezember 2011 wurden im Bundesstaat Queensland eingetragene Partnerschaften parlamentarisch ermöglicht. Auf Bundesebene wurden dagegen keine gleichgeschlechtlichen Partnerschaften anerkannt und die gleichgeschlechtliche Ehe wurde seit 2004 durch den Marriage Act verboten. Die gemeinschaftliche Adoption für gleichgeschlechtliche, verpartnerte Paare wurde in den Bundesstaaten Australian Capital Territory, Western Australia, New South Wales, Tasmanien und Victoria erlaubt. Im März 2018 erlaubte als letzter Bundesstaat Northern Territory die gemeinschaftliche Adoption durch verheiratete gleichgeschlechtliche Paare.

### Einführung der gleichgeschlechtlichen Ehe in Australien
Die Australian Labor Party befürwortete auf ihrem Parteitag im Dezember 2011 die landesweite Öffnung der Ehe für homosexuelle Paare in Australien. Der Gesetzentwurf zur bundesweiten Eheöffnung scheiterte im September 2012.
Im Herbst 2013 starteten mehrere Gesetzesinitiativen zur Eheschließung in den Bundesstaaten New South Wales, Victoria, South Australia und Australian Capital Territory.
Im Oktober 2013 wurde im Gebiet des Australian Capital Territory die Ehe für gleichgeschlechtliche Paare gesetzlich geöffnet. Am 7. Dezember 2013 heirateten die ersten gleichgeschlechtlichen Paare in der Hauptstadt.
Am 15. November 2017 wurde das nationale Referendum zur Eheöffnung für gleichgeschlechtliche Paare öffentlich bekannt gegeben. Danach stimmten 61,6 Prozent der abgegebenen Stimmen für die Eheöffnung.
Der Australische Senat befürwortete am 29. November 2017 die Gleichgeschlechtliche Ehe. Am 7. Dezember 2017 befürwortete das Australische Repräsentantenhaus die Gleichgeschlechtliche Ehe. Die Eheöffnung für gleichgeschlechtliche Paare tritt zum 1. Januar 2018 in Kraft.
Die Definition von Ehe wurde zu einer geschlechtslosen Formulierung geändert: „Eine Ehe ist die Verbindung zweier Personen“ (marriage is the union of two people). Somit ist auch das Heiraten von nichtbinären Personen möglich, wofür LGBT-Aktivisten wie Norrie May-Welby und Tony Briffa jahrelang eingetreten waren.

## Geschichte der Lesben- und Schwulenbewegung

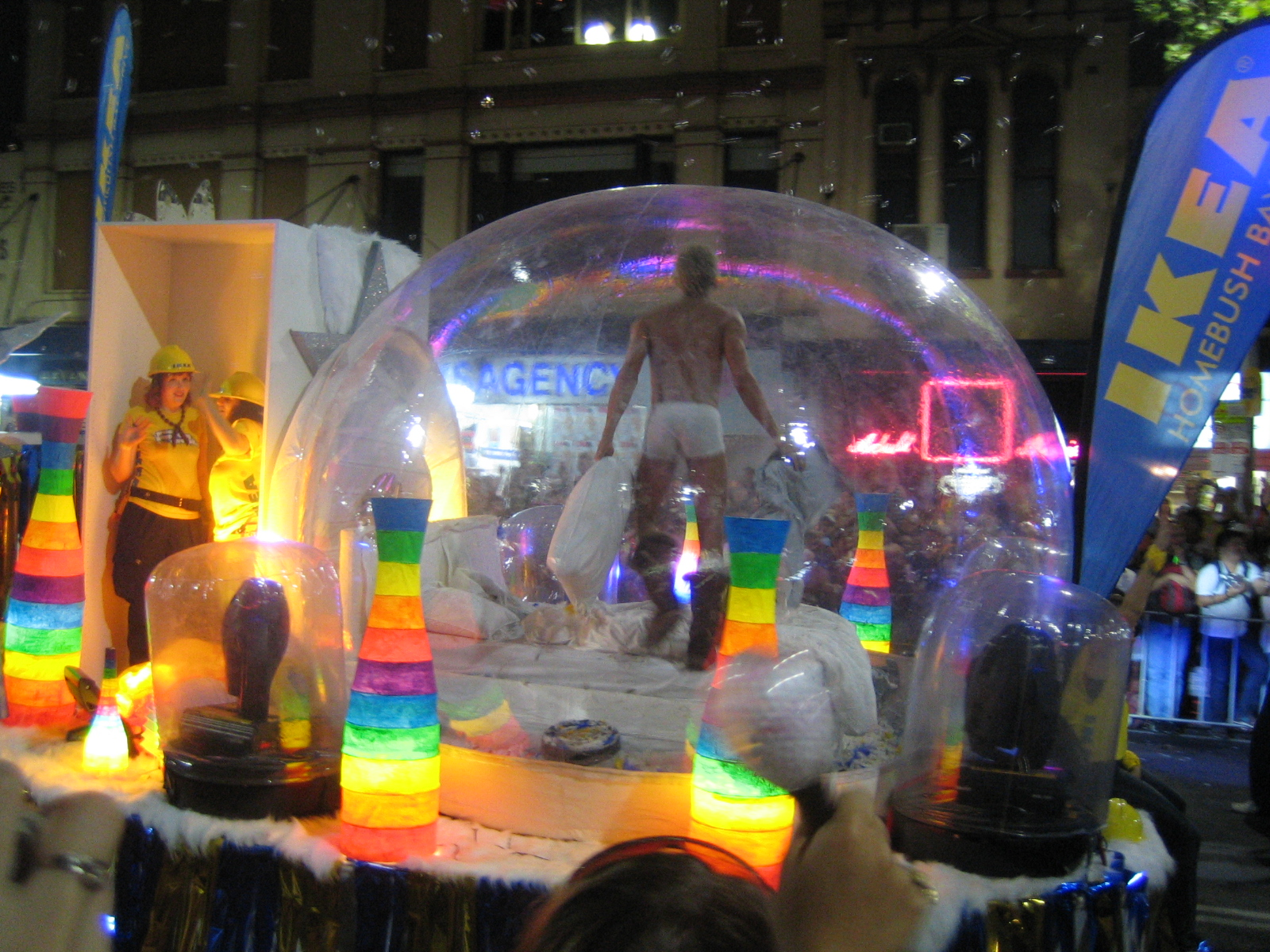
Sydney Gay and Lesbian Mardi Gras (2006)

Die australische Organisation der Lesben- und Schwulenbewegung Daughters of Bilitis wurde 1969, inspiriert von der entsprechenden Bewegung in den Vereinigten Staaten, in Melbourne gegründet, und war die erste australische Organisation, die sich für die Rechte von Lesben in Australien einsetzte. Da die Mitglieder sich einige Monate darauf von der zunehmenden Radikalisierung der amerikanischen Gruppe distanzierten, nannte sich die Organisation um in Australian Lesbian Movement.
Die Society Five wurde im Januar 1971 in Melbourne gegründet. Die Organisation war ein regionaler Ableger des bundesweit tätigen Campaign Against Moral Persecution-Netzwerks und gilt als Gründer der australischen Schwulenbewegung. Der Name der Organisation (Gesellschaft Fünf) bezieht sich auf den angenommenen Prozentsatz an Schwulen und Lesben in der Bevölkerung. 1981 löste sie sich aufgrund interner Konflikte auf.
In den späten 1970er Jahren wurden die Gay Teachers Group (Gruppe homosexueller Lehrer) und die Homosexual Law Reform Coalitionals weitere Organisationen gegründet, die sich für die Gleichberechtigung Homosexueller engagierten.
Seit 1978 wird jährlich in Sydney der Mardi Gras begangen. Es ist die australische Entsprechung zum Christopher Street Day. Im Zentrum steht ein großes Straßenfest von Schwulen, Lesben, Transgendern und deren Freunden mit Parade, das im Februar/März (Sommer auf der südlichen Welthalbkugel) stattfindet. Um den Termin herum gibt es viele weitere kulturelle Veranstaltungen und Festivitäten. Inzwischen besuchen rund 450.000 Besucher die Veranstaltungen und nach einer Wirtschaftlichkeitsanalyse profitiert der Bundesstaat New South Wales mit mehr als 46 Millionen Dollar von ihnen.

## Ereignisse
Als bei einem Fußballspiel zwischen dem Sydney FC und einem Verein aus dem Umland Anfang 2007 homophobe Parolen skandiert wurden, haben die Sydney-Fans laut Aussage von Damien Eames, dem Marketingmanager des Mardi Gras, zurückposaunt: „We are Queer! We are here! We drink a lot of beer!“ (dt.: „Wir sind andersrum! Wir sind hier! Wir trinken jede Menge Bier!“), was in der Fußballszene sehr ungewöhnlich ist. (siehe auch Homophobie im Fußball)
1994 wurde der erfolgreiche Film Priscilla – Königin der Wüste über drei Dragqueens, die auf ihrer Fahrt quer durch Australien in einer Kleinstadt stranden, gedreht. Im Jahre 2006 wurde dieser Film als erster australischer Film für die Bühne Musical adaptiert in Sydney aufgeführt. Eine US-amerikanische Filmversion dieses Stoffes wurde 1995 unter dem Titel To Wong Foo gedreht.
Im Dezember 2007 gewinnt die Labor Party unter Kevin Rudd die Parlamentswahlen; erstmals wird mit Penny Wong eine offen lesbische Frau in Australien zur Ministerin ernannt.
Der Oberste Gerichtshof Australiens hat im Dezember 2013 ein Gesetz zur Homo-Ehe aufgehoben. Die Richter brachten eine Regelung zu Fall, die gleichgeschlechtlichen Paaren in der Region um die Hauptstadt Canberra das Jawort erlaubte.

## Homosexualität in den Medien

### Fernsehen
Neben dem Fernsehsender QueerTV, der eine homosexuelle Zielgruppe hat, gibt es außerdem verschiedene Fernsehproduktionen mit homosexuellem Inhalt:
- Aussie Queer Eye for the Straight Guy (Reality-TV, 2005)
- House Husbands (Dramedy und erste australische Serie, die sich mit einem homosexuellen Paar beschäftigt, das Kinder erzieht, seit 2012)
- Please Like Me (Dramedy, mit mehreren homosexuellen Haupt- und Nebenfiguren, 2013 bis 2016)
- A Place to Call Home (Historiendrama mit schwuler Hauptfigur (James Bligh), seit 2013)
- Deep Water (Krimiserie, die sich mit den Hassmorden an 30 bis 80 schwulen Männern in Sydneys Vororten in den 1980er und 1990er Jahren beschäftigt, 2016)

### Filme
- The Hidden History of Homosexual Australia, Regisseur und Drehbuch: Con Anemogiannis, SBS Corporation 2004 (DVD) (Darstellung der geschichtlichen Entwicklung)

### Presse
Die auflagenstärksten amerikanischen Zeitschriften mit homosexueller Zielgruppe heißen Q News (seit 2002), und Queensland Pride (seit 1991).